# Кропачёва, Мария Вячеславовна
Мария Вячеславовна Кропачёва (1909—1962) — советский хозяйственный, государственный и политический деятель, член-корреспондент Академии педагогических наук РСФСР (c 1950), заслуженная учительница школы РСФСР (1940).

## Биография
Родилась в Санкт-Петербурге 2 (15) марта 1909 года. В 1930 году окончила Высшие государственные курсы искусствоведения.
С 1930 года — на хозяйственной, общественной и политической работе. В 1931—1941 годах — преподавала обществоведение в школе ФЗУ завода «Большевик», затем преподавала историю в средней школе. Во время Великой Отечественной войны была в народном ополчении. В 1943 году она — заместитель заведующего партийным отделом газеты «Ленинградская правда».
С 1951 года М. В. Кропачёва начала заниматься исследованиями в области теории педагогики и методики преподавания истории. В 1953 году стала кандидатом педагогических наук, защитив диссертацию на тему «Воспитательная работа комсомольской организации в школе».
С 1956 по 1960 годы — заместитель директора Ленинградского научно-исследовательского института педагогики.
Член ВКП(б) с 1939 года. Избиралась депутатом Верховного Совета РСФСР 1-го и 2-го созывов.

## Публикации
- Учитель и комсомольская организация школы, [М.], 1950; 2 изд., [М.], 1953
- Мои друзья комсомольцы, М., 1951
- Воспитательная работа комсомольской организации в школе, Л., 1953 (Дисс.)
- О преемственности воспитательной работы пионерской организации в IV—V классах, «Изв. АПН РСФСР», 1955, в. 72 (совм. с А. К. Бушля)

## Награды и премии
- Медаль «За оборону Ленинграда» (1943)[3]
- Награждена медалью К. Д. Ушинского (1949)[1].